# Годтфред, Доаньяль
Доанья́ль Го́дтфред (фар. Dánjal Godtfred; род. 7 марта 1996 года в Торсхавне, Фарерские острова) — фарерский футболист, капитан клуба «ТБ».

## Клубная карьера
Доаньяль начинал карьеру в клубе «Сувурой». Он дебютировал в его составе 13 июня 2012 года, выйдя на замену вместо Йоуна Якобсена на 87-й минуте матча фарерской премьер-лиги против «ТБ» из Твёройри. В своём первом сезоне на взрослом уровне игрок также принял участие в игре со столичным «ХБ». Его клуб понизился в классе и со следующего года начал выступать в первом дивизионе. Доаньяль стал важным игроком «Сувуроя», отыграв 47 встреч и забив 2 гола за 2 сезона пребывания воавурцев в подэлитной лиге. В 2015 году он провёл 21 игру в рамках фарерского первенства, а «Сувурой» вновь понизился в классе. В сезоне-2016 игрок забил 1 мяч в 24 встречах первого дивизиона.
В 2017 году «Сувурой» стал частью объединённого клуба «ТБ/ФКС/Ройн», и Доаньяль стал выступать за эту команду. Он принял участие в 46 матчах премьер-лиги и отметился в них 5 забитыми голами за 2 сезона существования единого сувуройского клуба. После распада «ТБ/ФКС/Ройн» Доаньяль стал игроком «ТБ», получившего право остаться в высшей фарерской лиге. В сезоне-2019 он сыграл во всех 27 матчах чемпионата. В 2020 году Доаньяль получил повязку капитана команды и провёл 25 игр в рамках первенства архипелага. В сезоне-2021 он принял участие в 23 матчах турнира, а «ТБ» опустился в первый дивизион.

## Международная карьера
В 2012 году Доаньяль провёл 6 встреч в составе юношеской сборной Фарерских островов (до 17 лет). В 2013—2014 годах он выступал за юношескую сборную Фарерских островов (до 19 лет), приняв участие в 4 матчах. В 2015 году Дояньяля вызывали в молодёжную сборную Фарерских островов, однако он так и не дебютировал за неё.

## Статистика выступлений
| Выступление      | Выступление      | Выступление      | Лига | Лига | Кубки | Кубки | Еврокубки | Еврокубки | Прочие | Прочие | Итого | Итого |
| Клуб             | Лига             | Сезон            | Игры | Голы | Игры  | Голы  | Игры      | Голы      | Игры   | Голы   | Игры  | Голы  |
| ---------------- | ---------------- | ---------------- | ---- | ---- | ----- | ----- | --------- | --------- | ------ | ------ | ----- | ----- |
| Сувурой          | Премьер-лига     | 2012             | 2    | 0    | 0     | 0     | 0         | 0         | 0      | 0      | 2     | 0     |
| Сувурой          | Первый дивизион  | 2013             | 27   | 1    | 2     | 0     | 0         | 0         | 0      | 0      | 29    | 1     |
| Сувурой          | Первый дивизион  | 2014             | 20   | 1    | 1     | 0     | 0         | 0         | 0      | 0      | 21    | 1     |
| Сувурой          | Премьер-лига     | 2015             | 21   | 0    | 1     | 0     | 0         | 0         | 0      | 0      | 22    | 0     |
| Сувурой          | Первый дивизион  | 2016             | 24   | 1    | 2     | 0     | 0         | 0         | 0      | 0      | 26    | 1     |
| Сувурой          | Итого            | Итого            | 94   | 3    | 6     | 0     | 0         | 0         | 0      | 0      | 100   | 3     |
| ТБ/ФКС/Ройн      | Премьер-лига     | 2017             | 22   | 2    | 2     | 0     | 0         | 0         | 0      | 0      | 24    | 2     |
| ТБ/ФКС/Ройн      | Премьер-лига     | 2018             | 24   | 3    | 3     | 0     | 0         | 0         | 0      | 0      | 27    | 3     |
| ТБ/ФКС/Ройн      | Итого            | Итого            | 46   | 5    | 5     | 0     | 0         | 0         | 0      | 0      | 51    | 5     |
| ТБ Твёройри      | Премьер-лига     | 2019             | 27   | 0    | 2     | 1     | 0         | 0         | 0      | 0      | 29    | 1     |
| ТБ Твёройри      | Премьер-лига     | 2020             | 25   | 0    | 2     | 0     | 0         | 0         | 0      | 0      | 27    | 0     |
| ТБ Твёройри      | Премьер-лига     | 2021             | 23   | 0    | 1     | 0     | 0         | 0         | 0      | 0      | 24    | 0     |
| ТБ Твёройри      | Итого            | Итого            | 75   | 0    | 5     | 1     | 0         | 0         | 0      | 0      | 80    | 1     |
| Всего за карьеру | Всего за карьеру | Всего за карьеру | 215  | 8    | 16    | 1     | 0         | 0         | 0      | 0      | 231   | 9     |